# اردشیرخوره
کورهٔ اَردِشیرخُورّه (یا کوره اردشیر) یکی از پنج کوره (بخش) فارس قدیم بوده که منسوب به اردشیر بابکان است.

## محدوده
در دورهٔ ساسانی و اوایل اسلام این کوره از شیراز تا خلیج فارس و جزایر خارگ و قشم، از شرق تا دارابگرد و از غرب تا بیشاپور و کازرون را در بر می‌گرفت.
مناطق گور (فیروزآباد)، خفر، سیمکان، میمند، سیراف و جزایر کیش و هندورابی در محدودهٔ آن بود و پس از استخر بزرگ‌ترین کورهٔ فارس به‌شمار می‌آمد.

## نام‌گذاری
این بخش نامش را از شهر مرکزی و کرسی‌نشین خود شهر اردشیرخوره (گور) گرفته بود؛ شهری که اردشیر بابکان پیش از نبرد هرمزدگان بنیاد گذاشت و مرکز حکومت فارس را از استخر به آن انتقال داد. پس از چیرگی عرب‌ها، شیراز به جای شهر گور مرکز ایالت فارس شد و عضدالدوله دیلمی اسم گور را تغییر داده، فیروزآباد نامید.
در زبان فارسی قدیم کلمه《خره》به‌معنی《روشنی》است، و بنابراین اردشیرخوره به یادبود و به افتخار اردشیر ساسانی نام‌گذاری شده بود.

## ویژگی‌ها
به برکت وجود بندر سیراف و همچنین اقلیم مناسب، منطقهٔ فیروزآباد توانست در دوران اسلامی هم رونق و آبادانی خود را حفظ کند. سیراف مهم‌ترین بندرگاه خلیج فارس و قطب اقتصادی منطقه بود و بیشتر تجارت دریایی ایران با مصر، هندوستان و چین از طریق این بندر انجام می‌شد.
مورخان از آب وهوای خوب و حاصلخیزی این ناحیه یاد کرده‌اند. در تاریخ بلعمی آمده «این جور (گور) شهری است که در پارس خرّم‌تر از آن شهر نیست، با اسپرغم‌ها و میوه‌ها و درختان و آب‌های روان…» محمد مقدسی نیز دربارهٔ فیروزآباد می‌نویسد: «شهری بسیار نیکوست و انسان از هر دروازهٔ شهر که بیرون رود تا یک فرسخ در باغ و عمارت راه می‌پیماید» معروف بود که در این منطقه درختان گرمسیری و سردسیری در یک باغ عمل می‌آید و گل سرخ و گلاب آن را در سرزمین‌های دیگر می‌شناختند.

## نگارخانه

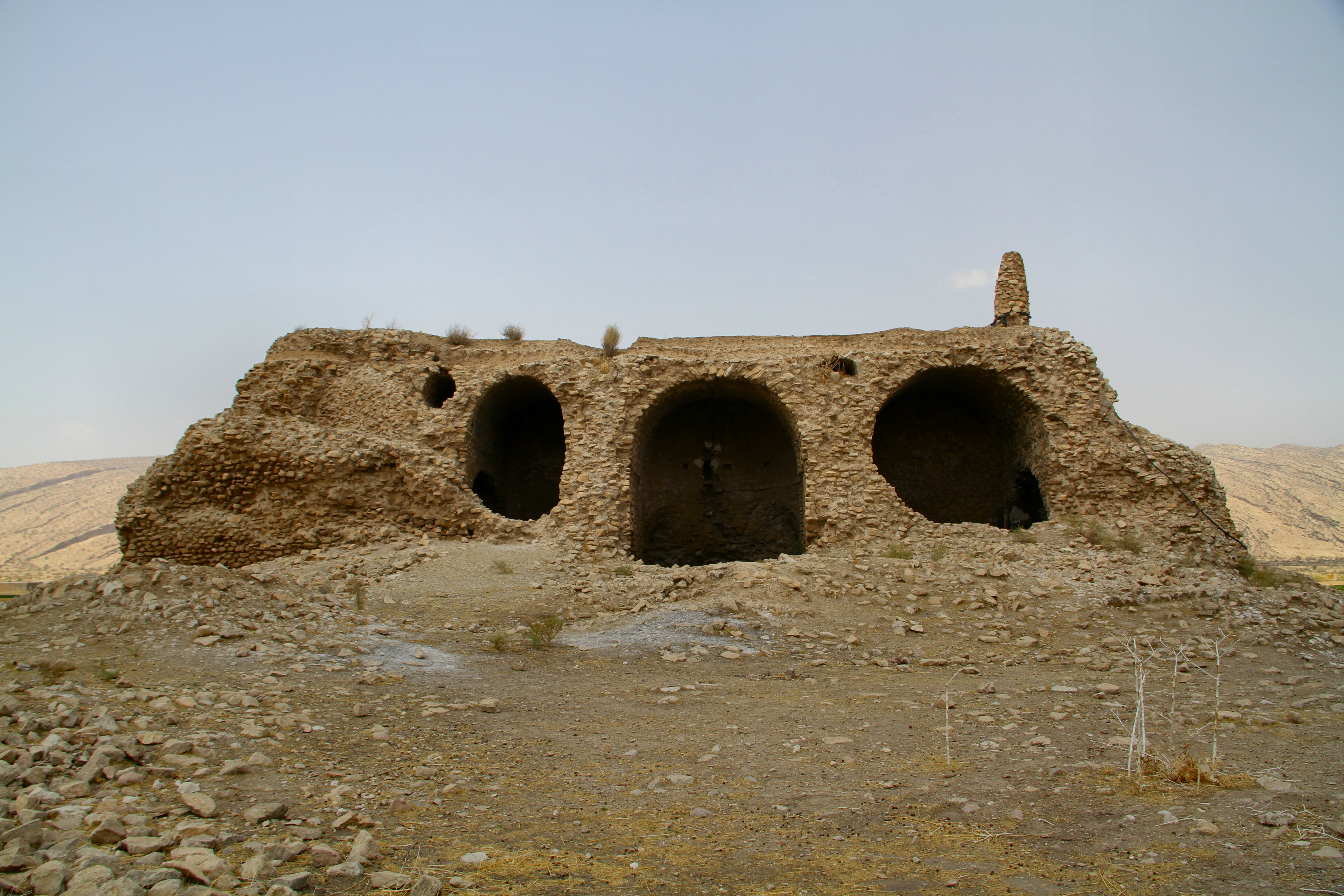
کاخ خوره اردشیر در نزدیکی بزپر یا سرمشهد
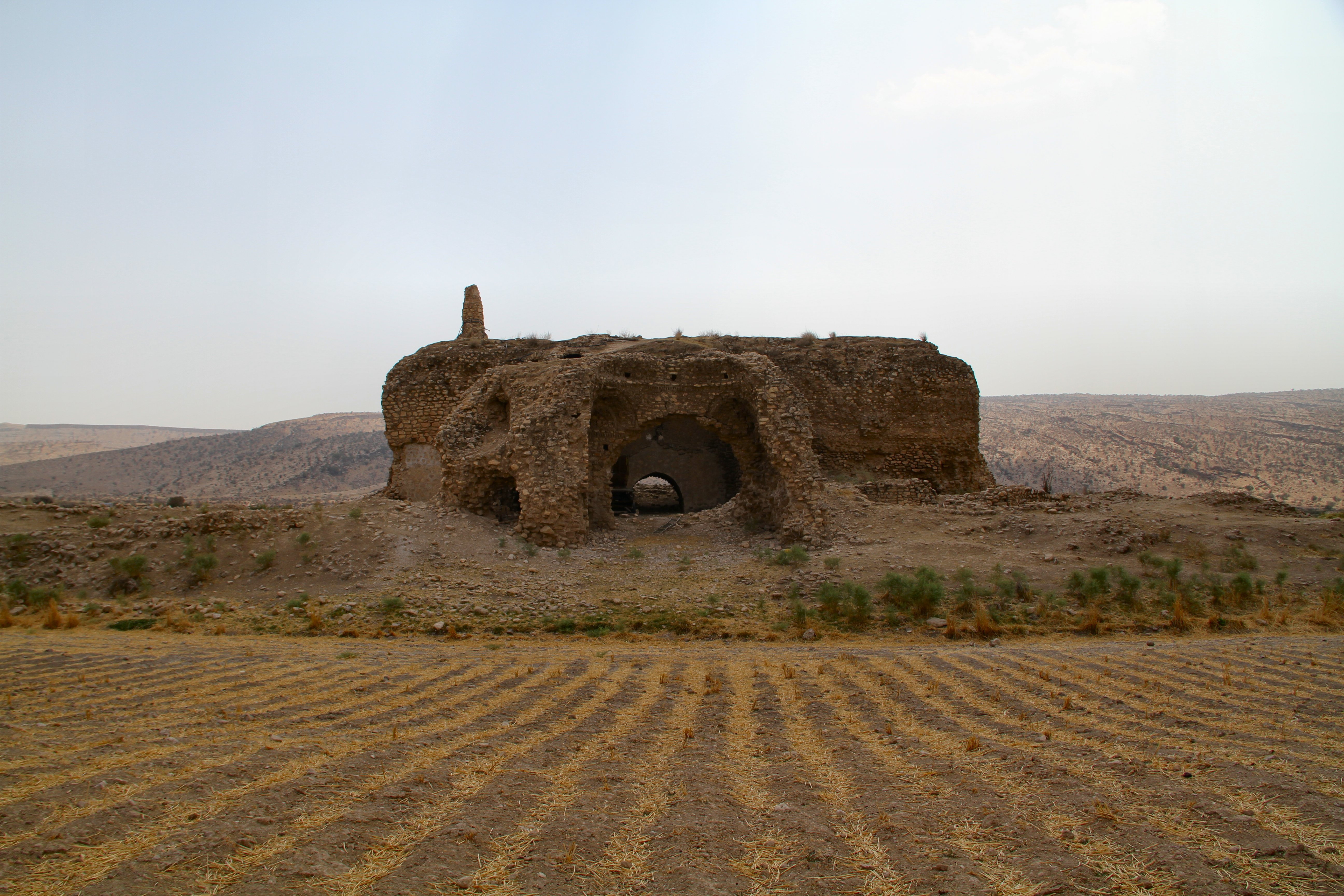
کاخ خوره‌اردشیر در نزدیکی بزپر یا سرمشهد